# イランの首相
イランの首相はイランの官職の一つ。国際的にはペルシアと呼ばれたガージャール朝の時代から最近ではイラン革命に続く1979年から1989年にいたるまで、さまざまな時代に設置されていた。

## ガージャール朝期
ガージャール朝における首相職を指す名称はさまざまである。首相職そのものはおもに「アターバク」あるいは「アターバケ・アアザム」（大いなるアターバク）、また初期には「サドレ・アアザム」（首位）、末期には「ライーソルヴォザラー」（宰相らの長）とも称された。称号「ナホスト・ヴァズィール」（首相）が用いられることは稀であった。首相は通常その名誉称号「ハズラテ・アシュラーフ」をもって呼称された。

## イスラーム共和国期
イラン革命後の1979年、ルーホッラー・ホメイニーはメフディー・バーザルガーンをイラン暫定政権の首相とし、バーザルガーン暫定内閣は1979年11月までその任にあった。アメリカ大使館人質事件中に内閣は辞任した。
その後、首相職は空席であった。1980年1月、アボルハサン・バニーサドルが大統領に選出され、モハンマド・アリー・ラジャーイーを首相に任命。これはマジュレス（議会）、特にイスラーム共和党に近い議員たちの圧力によるものである。ラジャーイーは1981年6月のバニーサドルの弾劾まで在職し、1981年7月24日の選挙で大統領に選出された。大統領となったラジャーイーはモハンマド・ジャヴァード・バーホナルを首相とするが、両名ともわずか数週間後の8月30日に首相府で暗殺された。
1981年10月の選挙でアリー・ハーメネイーが大統領となると、議会に対し右派のアリー・アクバル・ヴェラーヤティーを首相候補として指名するが、左派が多数を占める議会はこれを不信任とし、左派に望ましい候補、特にミール・ホセイン・ムーサヴィーの指名を強いた。この争いは最高指導者ルーホッラー・ホメイニーが仲介し、ハーメネイーにムーサヴィーを受け入れるよう助言して終結した。
ムーサヴィーは1989年に憲法が改正されるまで在職した。同改正で、首相職は廃止され、職務は大統領と新たに設置された第一副大統領に分割された。